# Dendroflora
Dendroflora is een dendrologisch jaarboek, dat sinds 1964 wordt uitgegeven door de Koninklijke Vereniging voor Boskoopse Culturen (KVBC) en de Nederlandse Dendrologische Vereniging (NDV).

## Bibliografische gegevens
Het eerste jaarboek Dendroflora werd in januari 1964 uitgegeven door de Koninklijke Vereniging voor Boskoopse Culturen (KVBC) te Hazerswoude. Vanaf het tweede nummer (1965) werd het gezamenlijk uitgegeven door KVBC en Nederlandse Dendrologische Vereniging (NDV). Het was voor wat betreft de NDV de opvolger van het Jaarboek van de NDV, dat 22 keer werd uitgegeven tussen 1925 en 1959.
Dendroflora is sinds januari 1964 jaarlijks verschenen. Het vijftigste nummer (2013) telde 136 pagina's.

## Geschiedenis
Al in 1961 werd op de jaarvergadering van de Koninklijke Vereniging voor Boskoopse Culturen (KVBC) de gedachte geuit om rapporten van de keuringscommissie te bundelen in boekvorm en deze jaarlijks uit te geven. Een batig saldo van de tentoonstelling "Flora Nova" verschafte daarvoor de middelen. De toenmalige voorzitter van de KVBC, Herman J. Grootendorst, werkte het idee uit en bedacht de naam "Dendroflora". Op 14 februari 1963 werd op de ledenvergadering groen licht gegeven. Grootendorst werd zelf hoofdredacteur en J.B.B. Tromp en Ir. F. Schneider waren de andere redactie-leden. Aan Dendroflora werkten aanvankelijk drie organisaties mee: de KVBC, het Proefstation voor de Boomkwekerij en de Nederlandse Algemene Keuringsdienst voor Boomkwekerijgewassen (NAK-B).
De "keuringsrapporten" waren een uitvloeisel van de sortimentsvergelijkingen voor verschillende geslachten waarmee kort voor de Tweede Wereldoorlog werd begonnen. "Hieruit zijn in de loop der jaren vele keuringsrapporten verschenen, waaruit de teler kan zien welke vormen van een bepaald geslacht als de beste worden beschouwd."

### 1964-1981: hoofdredacteur H.J. Grootendorst
Uiteindelijk zou Grootendorst achttien jaar (tot nr. 18, 1981) hoofdredacteur blijven. Het eerste nummer, dat in januari 1964 verscheen, was een succes. Enkele jaren later moest het worden herdrukt.
In dat eerste nummer schreef Grootendorst zelf de rapporten van de keuringscommissies over Malus – de (sier-)appel – en over Prunus – de (sier-)kers –, en daarmee dertig van de veertig pagina's.
Vanaf de tweede jaargang, 1965, werd Dendroflora een gezamenlijke uitgave van de KVBC en de Nederlandse Dendrologische Vereniging (NDV): "een gezamenlijke, nationale uitgave op dendrologisch gebied". Daarmee kwam een eind aan de publicatie van de jaarboeken van de NDV, waarin waardevolle dendrologische artikelen werden gepubliceerd, maar dat kennelijk een kwijnend bestaan leidde: het 22e jaarboek besloeg de jaren 1959, 1960 en 1961 en werd pas in 1963 gepubliceerd. 
Met ingang van 1965 werd de redactie van Dendroflora uitgebreid met drie leden vanuit de NDV: Ir. C. Dorsman, de toenmalige NDV-voorzitter, Dr. B.K. Boom en G. Boelema. Er werd in dat jaar ook geformuleerd waaruit de inhoud van het jaarboek zou bestaan: "uit toegepast wetenschappelijke bijdragen van dendrologische aard, beschrijvingen van nieuwe en onbekende planten, beschrijvingen van dendrologische objecten en nomenclatuurkwesties met nadruk op de praktische betekenis."

### 1982- 1998: hoofdredacteur Harry van de Laar
Grootendorst overleed in februari 1982. Vanaf Dendroflora 19 (1982) werd Harry van de Laar de hoofdredacteur. Onder zijn leiding zouden in totaal 17 jaarboeken verschijnen. Van de Laar was voor 1982 ook al een aantal jaren bij de redactie betrokken. Het aantal pagina's van de opeenvolgende jaarboeken neemt gestaag toe. Tot nummer 30 (1993) varieert dit tussen de 80 en 96. 
Van nummer 30 (1993) verscheen eenmalig een Engelse editie. 
Nummer 35 (1998) werd het laatste nummer waaraan Harry van de Laar kon meewerken. Hij overleed in augustus 1999.

### vanaf 1999: hoofdredacteur Marco Hoffman
Sinds 1999 is ir. M.H.A. (Marco) Hoffman – als taxonoom werkzaam bij PPO (Praktijkonderzoek Plant en Omgeving) –  hoofdredacteur van Dendroflora. Met nummer 38 (2001) was de eerste uitgave in fullcolour een feit. Tot die tijd werden kleurenfoto's in een apart kleurkatern opgenomen.

## Inhoud
De inhoud van Dendroflora bestaat uit keuringsrapporten, dendrologische artikelen en artikelen over keuringen van nieuwe gewassen.

In Dendroflora 50 (2013) schrijft C.J. van Gelderen over opmerkelijke planten waarover in de eerste 50 jaar is geschreven. Sommige behandelde cultivars zijn geheel of nagenoeg geheel uit het sortiment verdwenen, en vervangen door nieuwe. Andere planten zijn nog steeds heel succesvol, zoals bijv. de Cytisus praecox 'Allgold', een bremsoort, waarvan in Dendroflora 1 (1963) een keuringsbericht verscheen. 

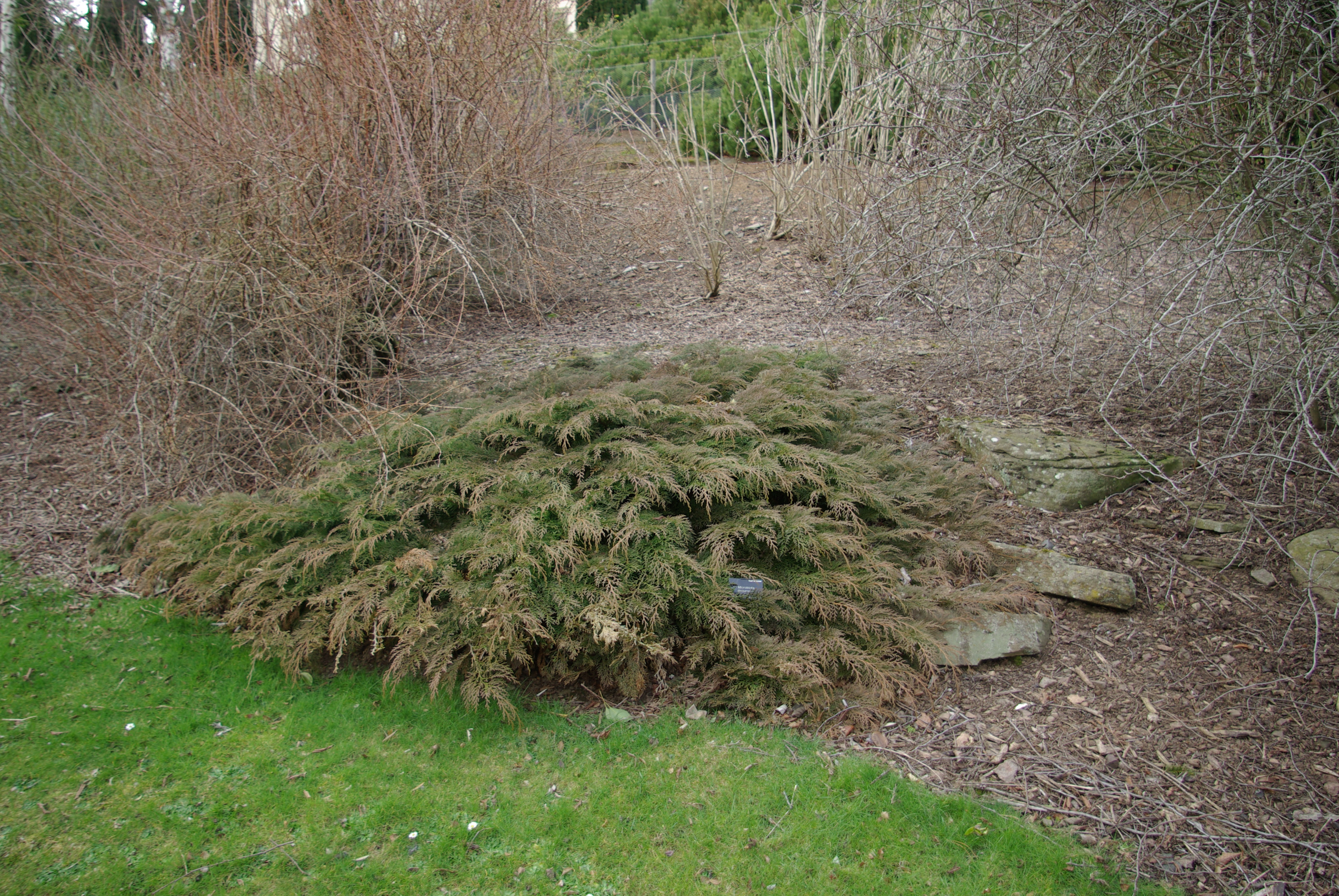
Microbiota decussata

Het schrijven over de Microbiota decussata in het dubbelnummer 11&12 heeft geleid tot het meer en meer bekend worden van deze laagblijvende conifeer die toentertijd nog zeer onbekend was.

In nummer 32 van Dendroflora wordt een nieuwe activiteit gepresenteerd, de NPC, Nederlandse plantencollectie.  In deze Dendroflora worden ook de reglementen en de commissie voor de NPC gepubliceerd.

Geen keuringsrapport, maar een thematisch artikel verscheen in Dendroflora 47.  Door Ir. M.E.C.M.Hop wordt een duidelijk overzicht met achtergrondinformatie gegeven van de zouttolerantie van vele verschillende bomen en struiken.